# Tounan
Tounan (ros. Тоунан) – osiedle w Rosji, w Karelii, w rejonie łachdienpochskim. W 2010 liczyło 341 mieszkańców.